# Mojzesova mladost (Botticelli)
Mojzesova mladost ali Mojzesove preizkušnje je freska italijanskega renesančnega slikarja Sandra Botticellija in njegove delavnice, izvedena v letih 1481–1482 v Sikstinski kapeli, danes v Vatikanu.

## Zgodovina
27. oktobra 1480 je Botticelli skupaj z drugimi florentinskimi slikarji odšel v Rim, kamor so ga poklicali v okviru projekta sprave med Lorenzom de' Medici, dejanskim vladarjem Firenc in papežem Sikstom IV. Florentinci so začeli delati v Sikstinski kapeli že spomladi 1481 skupaj s Pietrom Peruginom, ki je bil že tam.
Tema dekoracije je bila vzporednica med Mojzesovimi in Kristusovimi zgodbami kot znak kontinuitete med Staro in Novo zavezo - kontinuiteta tudi med božanskim zakonom tabel in Jezusovim sporočilom, ki je, obratno,  za svojega naslednika izbral Petra (prvega domnevnega škofa v Rimu): to bi končno privedlo do legitimiranja njegovih naslednikov, rimskih papežev.
Botticelli je ob pomoči številnih pomočnikov naslikal tri prizore. 17. februarja 1482 je bila njegova pogodba prenovljena, vključno z drugimi prizori za dokončanje dekoracije kapele. Vendar je 20. februarja umrl njegov oče: vrnil se je v Firence, kjer je ostal.

## Opis
Freska prikazuje več epizod Mojzesove mladosti, vzetih iz Eksodusa. Vzporedno s fresko na nasprotni steni, tudi avtorja Botticellija,  freska prikazuje Jezusove skušnjave. Friz ima napis TEMPTATIO MOISI LEGIS SCRIPTAE LATORIS.
Na desni je Mojzes ubil Egipčana, ki je nadlegoval Hebrejca in pobegnil v puščavo (vzporednica z epizodo, ko je Jezus premagal hudiča). V naslednji epizodi se Mojzes bori z pastirji, ki so Jetrovim hčeram (vključno z njegovo bodočo ženo Ziporah) preprečevali, da bi napojili njihovo živino v vodnjaku, nato pa jim vzame vodo. V tretjem prizoru v zgornjem levem kotu Mojzes sezuje čevlje in nato od Boga dobi nalogo, da se vrne v Egipt in osvobodi svoje ljudstvo. Nazadnje v spodnjem levem kotu odpelje Jude v obljubljeno deželo.
Mojzesa v prizorih vedno ločimo po rumeni obleki in zelenem plašču.